# Sami Hyypiä
Sami Hyypiä, född 7 oktober 1973 i Borgå, är en finländsk före detta fotbollsspelare (mittback) som mellan 1992 och 2010 spelade 105 matcher för Finlands herrlandslag i fotboll. Mellan 1999 och 2009 spelade han 464 matcher för det engelska laget Liverpool FC och vann bland annat Champions League (2005), FA-cupen (2001 och 2006) och Uefacupen (2001). Mellan 2012 och 2014 var han tränare i Bayer Leverkusen, senare i FC Zürich.

## Biografi
I slutet av maj 1999 köpte Liverpool FC den finske backresen från holländska Willem II för 2,5 miljoner pund. Liverpool hade under en lång tid haft stora problem i backlinjen och med Hyypiä i laget hoppades man att det skulle bli ändring på det. Ändring blev det och snart bildade han ett av ligans starkaste mittbackslås tillsammans med Stephane Henchoz. Ett bevis på Samis storhet är att han redan under sin första säsong i Liverpool fick bära kaptensbindeln i frånvaro av ordinarie kaptenerna Jamie Redknapp och Robbie Fowler.
Sina sista säsonger i Liverpool spelade Hyypiä mittback tillsammans med Jamie Carragher men fick hård konkurrens av slovaken Martin Skrtel och danske Daniel Agger. Hyypiä spelade fler än 300 ligamatcher och representerade Liverpool totalt 464 gånger och gjorde 35 mål. 2005 vann Sami Hyypiä Champions League med klubben. 2001 blev han utsedd till världens bästa försvarare.
Hyypiäs styrka som fotbollsspelare har alltid varit spelförståelsen, positionsspelet och huvudspelet. Tack vare detta kunde han hantera det snabba spelet i Premier League även under sina sista år i ligan. Han är ett ständigt hot på offensiva fasta situationer. Hans svaghet är just snabbheten (eller bristen på denna) och diverse Liverpool-supportrar hävdade under hans sista säsonger i klubben att Hyypiä är slut som fotbollsspelare men än så länge har han bevisat motsatsen på planen. I december 2008 hävdade Liverpool-legendaren Ian Rush att Sami Hyypiä är det bästa spelarköpet i Liverpools historia.
Sommaren 2009 gick Hyypiä till Bundesliga-klubben Bayer Leverkusen efter tio år i Liverpool.
I december 2009 utsågs Sami Hyypiä till Bundesligas bäste back såväl i positions- som huvudspelet. "Hans pondus och utstrålning är imponerande", skriver fotbollsmagasinet Kicker i sin motivering.
I november 2010 meddelade Hyypiä att Ungern matchen 12 oktober blev hans sista i landslaget.
Den 2 maj 2011 meddelade Hyypiä att han avslutar sin spelarkarriär till förmån för en tränarroll i sin sista klubb Leverkusen. Våren 2014 fick Hyypiä sparken från Bayer Leverkusen.
6 juni 2014 blev Hyypiä officiellt presenterad som tränare över  Brighton & Hove Albion FC.

## Meriter
- Uefa Champions League: 2005
- Uefacupen: 2001
- Engelska FA-cupen: 2001 och 2006
- Engelska ligacupen: 2001
- Finska Cupen: 1992 (med Myllykosken Pallo)